# 库尔塞勒-萨皮库尔
库尔塞勒-萨皮库尔（法語：Courcelles-Sapicourt，法語發音：[kuʁsɛl sapikuʁ]）是法国马恩省的一个市镇，属于兰斯区。该市镇于1891年由原市镇库尔塞勒（Courcelles）和萨皮库尔（Sapicourt）合并而成。

## 地理
库尔塞勒-萨皮库尔（49°15'42"N, 3°50'39"E）面积3.86 平方千米，位于法国大東部大區马恩省，该省份为法国东北部内陆省份，北起阿登省，西北接埃纳省，西南接塞纳-马恩省，南至奥布省，东南接上马恩省，东临默兹省。
与库尔塞勒-萨皮库尔接壤的市镇（或旧市镇、城区）包括：布朗斯库尔、韦勒河畔容什里、米宗、普鲁伊、罗奈、阿德尔河畔萨维尼。

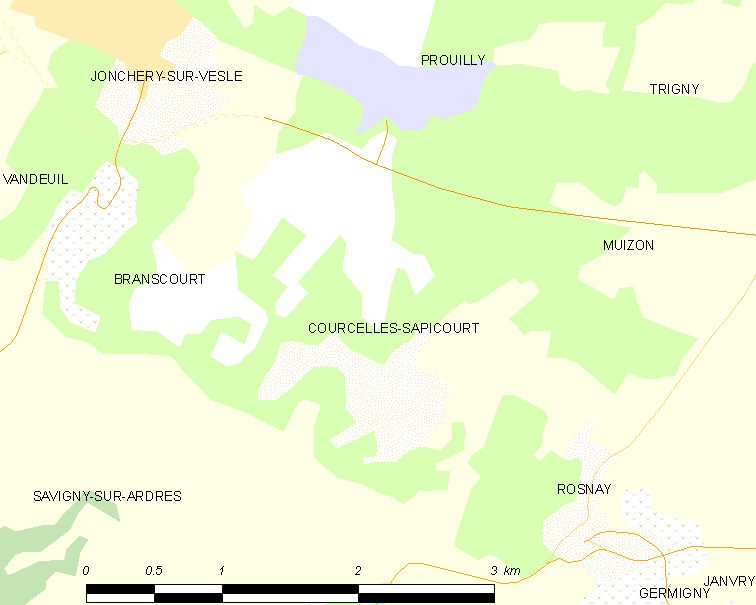
库尔塞勒-萨皮库尔的OSM定位图

库尔塞勒-萨皮库尔的时区为UTC+01:00、UTC+02:00（夏令时）。

## 行政
库尔塞勒-萨皮库尔的邮政编码为51140，INSEE市镇编码为51181。

## 政治
库尔塞勒-萨皮库尔所属的省级选区为菲姆-兰斯山县。

## 人口

1962-2008年间库尔塞勒-萨皮库尔人口变化图示

库尔塞勒-萨皮库尔于2022年1月1日时的人口数量为395人。